# Funryu 3
Funryu 3 – planowany japoński pocisk rakietowy ziemia-powietrze z okresu II wojny światowej, wersja rozwojowa Funryu 2.  Prace nad Funryu 3 prowadzono równolegle z rozwojem Funryu 2, pocisk miał bazować na jego poprzedniku ale miał być napędzany rakietą na paliwo ciekłe.  Ostatecznie zdecydowano nie rozpoczynać prac nad nowym silnikiem i zaprzestano dalszych prac nad projektem, nie wybudowano żadnego prototypu rakiety.